# همدست
همدست (به انگلیسی: Helpmates) نام فیلمی کمدی با نقش آفرینی لورل و هاردی است.

## داستان فیلم
هاردی از غیاب همسرش استفاده می‌کنند و یک مهمانی می‌دهد و پس اندازش را نیز در یک بازی می‌بازد. روز بعد تلگرافی به دستش می‌رسد که در آن نوشته شده همسرش تا ظهر به خانه بر می‌گردد. بنابراین به دوستش لورل می گوید که در تمیز کردن خانه کمکش کند...